# Juan Hohberg
Juan Eduardo Hohberg (ur. 19 czerwca 1926 w Córdobie, zm. 29 kwietnia 1996 w Limie) – urugwajski piłkarz, napastnik i trener piłkarski.
Hohberg, z pochodzenia Argentyńczyk, piłkarską karierę związał z Urugwajem. W latach 1948–1960 był zawodnikiem CA Peñarol. Sześciokrotnie był mistrzem Urugwaju (1949, 1951, 1953, 1954, 1958, 1959), w 1960 triumfował w Copa Libertadores. Otrzymał urugwajskie obywatelstwo i z reprezentacją Urugwaju brał udział w MŚ 1954. Grał jedynie w meczach decydujących o medalach, jednak na trwałe zapisał się w historii mistrzostw świata. W półfinale dwoma trafieniami doprowadził do dogrywki z Węgrami, bramkę zdobył także w przegranym spotkaniu o brązowy medal z Austrią.
Po zakończeniu kariery został trenerem. Prowadził Urugwaj na MŚ 1970 (czwarte miejsce). W latach osiemdziesiątych wyemigrował do Peru, gdzie pracował. Mieszkał w Limie.